# Kiefersfelden
Es un municipio de Alemania, en el distrito de Rosenheim, en la región administrativa de Alta Baviera, estado de Baviera.

## Población
- 6.912 habitantes.

## Geografía
- Latitud: 47º 37' N
- Longitud: 012º 11' E
- Área: 36,72 km²
- Altura: 490 m

## Hermanamiento
- Damville  Francia

- Datos: Q509310
- Multimedia: Kiefersfelden / Q509310

1. ↑  Worldpostalcodes.org, código postal n.º 83088.